# 허 소공
허 소공(許 昭公)은 허나라의 제15대 남작(재위: 기원전 621년 ~ 기원전 592년)이다. 이름은 석아(錫我)이고, 허 희공의 아들이다.